# Biosorption
La biosorption est un  processus physico-chimique naturel et passif (c'est-à-dire qu'il ne requiert pas d'énergie), agissant chez certaines espèces de bactéries, champignons, plantes ou animaux (dans un organe particulier souvent), leur permettant de bioconcentrer passivement certains métaux, radionucléides, minéraux ou molécules organiques toxiques.
Le polluant ou contaminant se lie à la structure cellulaire de tout ou partie de l'organisme et est ainsi durant un certain temps inerté et retiré de l'environnement.
Stricto sensu, ce processus est passif et fait intervenir le niveau cellulaire, mais chez certains animaux filtreurs, il peut être accéléré par la mise en circulation active de l'eau (chez les bivalves ou les éponges par exemple).

## Enjeux
C'est un mécanisme important de détoxication de certains écosystèmes et de certains organismes. tout comme les phénomènes de bioturbation auxquels il peut participer, il doit être pris en compte dans l'analyse des cycles biogéochimiques et en particulier des métaux et métalloïdes toxiques.
Des chercheurs et industriels espèrent pouvoir ainsi trouver une solution économique de substitution aux moyens classiques de dépollution, en utilisant la biomasse de certaines espèces (dites « biosorbantes ») faciles à élever, cultiver ou reproduire pour la dépollution de sites contaminés. Une autre solution passe par le biomimétisme.

## Histoire du concept
L'idée d'utiliser la biomasse comme un moyen de décontamination et restauration de l'environnement est explorée au moins depuis le début des années 1900, quand Arden et Lockett ont découvert que plusieurs types de cultures de bactéries vivantes étaient capables de récupérer l'azote et le phosphore d'eaux usées brutes quand il a été mélangé dans un bassin d'aération,. Cette découverte faut à l'origine du procédé d'épuration par boues activées encore largement utilisé dans le monde entier par les stations d'épuration des eaux usées, domestiques, agricoles ou industrielles.
Il a fallu attendre la fin des années 1970 pour que les scientifiques explorent aussi l'intérêt de la phytoremédiation puis de la fongoremédiation et de la séquestration dans la biomasse morte, qui ont ouvert de nouvelles pistes de recherche dans le champ de la bioaccumulation et de la biosorption.

## Utilisations pour l'environnement
Les polluants physicochimiques en circulation dans l'environnement interagissent constamment avec les systèmes biologiques. Une fois dans l'environnement, la plupart d'entre eux (ceux qui sont aérotransportés ou solubles dans l'eau notamment) sont très difficiles à contrôler ou récupérer avant qu'ils n'aient largement diffusé dans l'écosystème et pénétré de nombreux organismes pour lesquels ils ont des effets délétères (toxiques, mutagènes, cancérigènes, perturbateurs endocriniens, etc.).
Parmi les polluants les plus toxiques et problématiques figurent les métaux lourds (plomb, mercure et cadmium par exemple) et certains métalloïdes (arsenic par exemple), des radionucléides (notamment issus d'essais nucléaires ou d'accidents nucléaires), mais aussi les pesticides et divers composés organiques ou organométalliques très toxiques ou écotoxiques, même à très faibles doses pour certains d'entre eux.
Il existe des méthodes pour extraire de l'eau ou de l'air certains de ces toxiques (filtration sur charbon activé par exemple), mais elles sont coûteuses, lentes, difficiles à mettre en œuvre à grande échelle ou parfois trop peu efficaces. Cependant, un important corpus de recherches a été consacré à ce sujet, et il a été constaté qu'une grande variété de déchets couramment jetés ont des propriétés sorbantes intéressantes (ex. : coquilles d'œufs, os, tourbe. De même pour les champignons, certaines algues, les levures ou encore les épluchures de carottes qui - adéquatement utilisés - pourraient contribuer à efficacement éliminer les ions métalliques toxiques d'une eau contaminée, dont le mercure qui sous forme ionique est encore plus toxique que sous forme métallique (le mercure réagit facilement dans l'environnement pour former des composés hautement nocifs comme le monométhylmercure). En outre, l'adsorption par de la biomasse ou de la nécromasse ou des produits bioproduits (coquilles par exemple) s'ils sont biosorbant, pourrait aussi retirer de l'eau ou de l'air d'autres produits toxiques et écotoxiques tels que l'arsenic, le plomb, le cadmium, le cobalt, le chrome, ainsi que l'uranium ou d'autres radionucléides , ; la biosorption pouvant alors être considérée comme une technique de filtrage écologique et d'ingénierie environnementale.
Le monde (dont pays en développement) pourrait peut-être ainsi bénéficier de processus de décontamination et filtration plus efficients, et mieux éliminer de l'environnement certains polluants nocifs créés par des procédés industriels et d'autres activités humaines (actuelles ou historiques).

## Limites
Parmi les limites à l'utilisation de biosorbants :
- l'organisme ne détruit pas le polluant, mais le bioaccumule ; s'il meurt, il devient alors lui-même une source potentielle de relargage de contaminant, qu'il faut ensuite gérer. 
Dans le cas des moules, une partie des contaminants (métaux lourds par exemple), est stockée dans la coquille, ce qui le rendra plus facile à manipuler, transporter, stocker... ;
- quand la fenêtre de tolérance de l'organisme face à la pollution ou aux conditions du milieu est dépassée, il peut mourir ou son activité biosorbante peut être inhibée.